# 木沢村 (長野県)
木沢村（きざわむら）は、かつて長野県下伊那郡にあった村。

## 歴史
- 1875年（明治8年）7月29日 - 筑摩県伊那郡上村・木沢村・和田村・八重河内村が合併して遠山村となる（後の遠山村とは別）。
- 1876年（明治9年）8月21日 - 遠山村が長野県の所属となる。
- 1879年（明治12年）1月4日 - 郡区町村編制法の施行により、遠山村が下伊那郡の所属となる。
- 1881年（明治14年）4月14日 - 遠山村の一部が分立して上村となる。
- 1882年（明治15年）2月16日 - 遠山村が木沢村・和田村・八重河内村に分立。
- 1889年（明治22年）4月1日 - 町村制の施行により、木沢村が単独で自治体を形成。上村・和田村・南和田村・八重河内村と「和田村外4箇村組合」（町村組合）を結成。
- 1950年（昭和25年）3月28日 - 「和田村外4箇村組合」から脱退。
- 1960年（昭和35年）4月1日 - 遠山村と合併して南信濃村が発足。同日木沢村廃止。